# 高橋勝成
高橋 勝成（たかはし かつなり、1950年8月5日 - ）は、北海道旭川市出身のプロゴルファー。SINACOVA所属。

## 略歴
旭川で日本人の母の元に産まれ、北海高校卒業後は日本大学経済学部に進学し、ゴルフ部では主将を務めるなど腕を磨く。
大学卒業後は父の勧めにより1年間のサラリーマン生活を経験し、1975年5月1日にプロテスト合格。
練習熱心さと技術、用具などに関する研究心の旺盛なことに定評があり、プロ2年目の1976年にアジアサーキットの韓国オープンで初優勝 。
韓国オープンは3日目の雷雨のため54ホールに短縮された大会で、通算2アンダー214で並んだミヤ・アエ（ ビルマ）と3ホールずつのプレーオフを戦い、2回目に高橋がアエを1ストロークリードして優勝 。賞金1500ドル、日本円にして約105万円を獲得 。
1977年の香港オープンでは初日を杉原輝雄、ベン・アルダ（ フィリピン）ら12選手と共に首位と1打差の8位タイでスタートし、前日11位で迎えた3日目には67の好スコアを出し、通算210で謝敏男（ 中華民国）と首位タイに並んだ。最終日には75と崩れ、謝永郁&陳健振（中華民国）と並んでの7位タイに終わった。マレーシアオープンではスチュアート・ジン（ オーストラリア）の2位に入り、1979年には群馬県オープンで国内初優勝を飾る。
1983年に初のシード権を獲得して以降15年連続で賞金シードを取り続け、シードの常連として活躍。「マッチプレーの鬼」の異名を持ち、日本プロゴルフマッチプレー選手権を2度制覇。特に1987年における尾崎将司との決勝は、日本ゴルフ史上に残る名勝負と言われ、「ジャンボキラー」として人気を集める。しかし、1980年代後半になって足の踵に痛みが起きるようになり、プレーに集中できる状態ではなかった場面が見られるようになる。1990年・1991年には北海道オープンを2度目の2連覇、1992年には生涯獲得賞金3億円を達成。
2000年からはシニアに転向し、日本プロシニアと日本シニアオープンのメジャー2冠を制覇して賞金王になり、以降2003年まで4年連続で日本シニア賞金王を獲得する。2002年には全英シニアオープンに出場し、4オーバー7位からスタートし、優勝した須貝昇同様我慢のゴルフで踏ん張り、海老原清治と同じ5オーバーで5位タイとなり、日本の3選手が全員5位以内に入るという素晴らしい結果になった。現地では「日本人のためのような大会」とまで評されたほどであった。
最近はスナッグゴルフの普及にも努め、2016年7月31日のマルハンカップにおいて初のエージシュート（65歳でスコア65）を達成。なお、この日のキャディはゴルフ番組で共演している阪神元監督の真弓明信が務めた。

## 主な優勝記録

### レギュラー
- 1979年 - 群馬県オープン
- 1983年 - 広島オープン、北海道オープン
- 1985年 - 日本プロマッチプレー、ミズノオープン、北海道オープン
- 1986年 - 北海道オープン
- 1987年 - 日本プロマッチプレー、KSB瀬戸内海オープン、くずは国際
- 1988年 - ABCラークカップ
- 1990年 - 北海道オープン
- 1991年 - 北海道オープン

海外
- 1976年 - 韓国オープン

### シニア
- 2000年 - 日本シニアオープン、日本プロシニア
- 2001年 - コマツオープン、ファンケルクラシック
- 2002年 - ファンケルクラシック
- 2003年 - 日本プロシニア、ファンケルクラシック、フィランスロピーシニアトーナメント
- 2004年 - 日本プロシニア
- 2005年 - フィランスロピートーナメント
- 2007年 - アデランスウェルネスオープン

グランドシニア
- 2010年 - 日本グランドシニア

### その他
- 1986年 - 茨城オープン
- 1993年 - 札幌オープン
- 2008年 - 長野オープン[9]

## 出演番組
- 真弓&勝成のExpert GOLF（サンテレビジョン）